# (116) Sirona
(116) Sirona ist ein Asteroid des mittleren Hauptgürtels, der am 8. September 1871 vom deutsch-US-amerikanischen Astronomen Christian Heinrich Friedrich Peters am Litchfield Observatory des Hamilton College in New York entdeckt wurde.
Der Asteroid wurde benannt nach Sirona, der keltischen Muttergöttin des belgischen und römischen Galliens, deren Verehrung im Zusammenhang mit den Thermalbrunnen stand.

## Wissenschaftliche Auswertung
Mit Daten radiometrischer Beobachtungen in Infraroten am Kitt-Peak-Nationalobservatorium in Arizona vom März 1975 wurden für (116) Sirona erstmals Werte für den Durchmesser und die Albedo von 80 km und 0,17 bestimmt. Aus Ergebnissen der IRAS Minor Planet Survey (IMPS) wurden 1992 Angaben zu Durchmesser und Albedo für zahlreiche Asteroiden abgeleitet, darunter auch (116) Sirona, für die damals Werte von 71,7 km bzw. 0,26 erhalten wurden. Aus der Beobachtung von zwei Sternbedeckungen durch den Asteroiden konnte in einer Untersuchung von 2020 für (116) Sirona ein Durchmesser von 76,0 ± 3,0 km bestimmt werden.
Anfang des 20. Jahrhunderts war es noch eine neuartige Erkenntnis, dass Asteroiden Helligkeitsschwankungen zeigen können. So waren Max Wolf bereits 1901 periodische Einschnürungen in den durch die Bewegung der Asteroiden verursachten Strichen bei photographischen Aufnahmen aufgefallen. Bei (116) Sirona vermutete er eine Periodizität von 290 bzw. 145 Minuten. Um weitere solche Fälle zu entdecken, wurde der Asteroid in sechs Nächten Anfang August 1902 visuell photometrisch beobachtet. Eine Rotationsperiode von 9,67 h wurde damals als passend zu der erhaltenen aber recht lückenhaften Lichtkurve gefunden. Zwischen Oktober 1983 und Juni 1984 wurden am Gila Observatory in Arizona mehrere Asteroiden photometrisch beobachtet, darunter auch (116) Sirona. Aus der Lichtkurve konnte nun eine Rotationsperiode von 12,028 h abgeleitet werden.
Aus archivierten photometrischen Daten der Lowell Photometric Database wurden in einer Untersuchung von 2016 neue Modelle mehrerer hundert Asteroiden erstellt, darunter auch (116) Sirona. Mit der Methode der konvexen Inversion wurden aus den Lichtkurven Gestaltmodelle und zwei alternative Positionen der Rotationsachse mit retrograder Rotation bestimmt. Die Rotationsperiode wurde mit 12,03251 h angegeben.
Aus archivierten Daten des Asteroid Terrestrial-impact Last Alert System (ATLAS) aus dem Zeitraum 2015 bis 2018 konnte in einer Untersuchung von 2022 mit der Methode der konvexen Inversion eine Rotationsperiode von 12,03242 h berechnet werden. Im Jahr 2023 wurde aus photometrischen Messungen von Gaia DR3 erneut ein dreidimensionales Gestaltmodell des Asteroiden für zwei alternative Rotationsachsen mit retrograder Rotation und einer Periode von 12,0320 h berechnet.

## Trivia
Der Name des Asteroiden wurde 1945 verwendet für die Taufe des US-amerikanischen Angriffsfrachtschiffs (Attack Cargo Ship) der Artemis-Klasse USS Sirona (AKA-43).